# You (альбом Gong)
| Оценки критиков | Оценки критиков |
| Источник        | Оценка          |
| --------------- | --------------- |
| Allmusic        | [ 2 ]           |

«You» — студийный альбом группы психоделического рока Gong, записанный и изданный в 1974 году.

## Об альбоме
Вслед за альбомами Flying Teapot (1973) и Angel’s Egg (1973), You стал третьей частью трилогии Radio Gnome Trilogy, составившей ядро мифологии Gong.
Структурно альбом состоит из длительных космических инструментальных композиций (таких как «Master Builder», «A Sprinkling of Clouds» и «Isle of Everywhere»), которые перебиваются короткими повествовательными фрагментами.
Роль гитариста Стива Хиллиджа в группе стала весьма заметной вплоть до того, что он затмил основателя группы Дэвида Аллена, для которого этот альбом стал последним в группе, вплоть до его квази-возвращения много лет спустя. Альбом открывается тремя короткими композициями, среди которых выделяется забавная и очень продвинутая джазовая композиция «Perfect Mystery». Длинные эпические структуры написаны в стиле крепкого, пропитанного джазом прогрессивного рока, лучшая из которых — инструментальная «Isle of Everywhere».
Гитарист Стив Хиллидж сделал ремейк композиции «Master Builder» на своём альбоме 1978 года Green под названием «The Glorious Om Riff». Японская псих-рок-группа Acid Mothers Temple также неоднократно делала каверы «Master Builder» под названием «Om Riff», а также выпустила два альбома, полностью состоящих из версий этой композиции — IAO Chant from the Cosmic Inferno (2005) и IAO Chant from the Melting Paraiso Underground Freak Out (2012).
Также альбом занимает 38 место в списке «50 величайших прог-рок-альбомов всех времён» журнала Rolling Stone.

## Список композиций
Сторона 1:
1. «Thoughts for Naught» — 1:32 (Hillage/Blake/Howlett/Moerlen/Malherbe/Allen) (на обложке первого издания альбома — «Thought for Naught»)
2. «A P.H.P.'s Advice» — 1:47 (Malherbe/Blake/Howlett/Allen/Hillage/Moerlen)
3. «Magick Mother Invocation» (Gong) — 2:06
4. «Master Builder» — 6:07 (Coit)
5. «A Sprinkling of Clouds» — 8:55 (Hillage/Morlen/Malherbe/Blake/Howlett/Allen)

Сторона 2:
1. «Perfect Mystery» — 2:29 (Blake/Howlett/Allen/Hillage/Moerlen/Malherbe) (на обложке первого издания альбома — «Perfect Mistery»)
2. «The Isle of Everywhere» — 10:20 (Hillage/Moerlen/Malherbe/Blake/Howlett/Allen)
3. «You Never Blow Yr Trip Forever» — 11:22 (Coit)

## Состав музыкантов
- Майк Хоулетт — бас-гитара
- Пьер Мерлен — барабаны, перкуссия
- Мирей Бауер — перкуссия
- Бенуа Мерлен — перкуссия
- Стив Хиллидж — электрогитара
- Дидье Малерб — духовые инструменты, вокал
- Тим Блейк — муг, синтезаторы EMS и меллоутон
- Дэвид Аллен — вокал, гитара
- Джилли Смит — стихи и космический шепот
- Микетт Жироди — голоса